# Малва (плато)
Малва е обширно плато в Индия, в северозападната част на полуостров Индостан.
На северозапад е ограничено от хребета Аравали, а на юг – от планината Виндхия. Надморската му височина варира от 200 до 600 m, на северозапад връх Бхайнстор e висок 614 m. Стъпаловидните равнини се редуват със заоблени ниски ридове. Дълбоко е разчленено от река Чамбал (десен приток на Ганг) и нейните притоци Парбати, Невадж, Калисинду и др. Изградено е от протерозойски пясъчници, които на юг се препокрити от базалтови лави. Климатът е субекваториален, мусонен, с годишна сума на валежите около 1000 mm и с метен максимум. Върху базалтовите лави са развити плодородни черни тропически почви, т.нар. регури. На север, на места са се съхранили малки горички от акации, мимози, терминалии, бамбук, а на юг – светли мусонни гори съставени от салово, тиково, ебеново, сандалово и атласово дърво. Основните земеделски култури отглеждани на платото са памук и пшеница.